# Vicovu de Jos
Vicovu de Jos è un comune della Romania di 6 244 abitanti, ubicato nel distretto di Suceava, nella regione storica della Bucovina.